# Hans-Joachim Mertens (Politiker)
Hans-Joachim Mertens (* 28. Oktober 1905 in Halle (Saale); † 11. April 1945 in Braunschweig) war ein deutscher Jurist und von 1943 bis 1945 amtierender Oberbürgermeister von Braunschweig.

## Leben und Werk
Dem Studium der Rechtswissenschaften an den Universitäten Jena, München und Göttingen folgte 1930 die Promotion zum Dr. jur. und 1933 in Berlin die große juristische Staatsprüfung. Mertens trat zum 1. August 1932 der NSDAP bei (Mitgliedsnummer 1.287.797). Er war anschließend als Staatsanwalt in Erfurt, Nordhausen, Torgau, Naumburg und von 1935 bis 1939 am Braunschweiger Landgericht tätig. Er wurde am 7. Oktober 1939 als Bürgermeister der Stadt Braunschweig durch Oberbürgermeister Wilhelm Hesse eingeführt. Aus diesem Anlass erhielt er den Rang eines SS-Untersturmführers.
Amtierender Oberbürgermeister 1943 bis 1945
Nachdem sich Hesse freiwillig zum Kriegseinsatz gemeldet hatte, wurde Mertens als dessen Stellvertreter am 1. April 1943 amtierender Oberbürgermeister. Durch seine distanzierte Haltung zur SS drohte ihm 1944 ein Ausschlussverfahren. Mertens widersetzte sich der Anordnung des NS-Kreisleiters Berthold Heilig vom April 1945, gemäß Hitlers „Nerobefehl“, Versorgungseinrichtungen und Brücken in und um Braunschweig sprengen zu lassen. Er erschoss sich am 11. April 1945 gegen 16:30 Uhr in seinem Dienstzimmer im Rathaus. Sein Nachfolger wurde der parteilose Jurist Erich Bockler, der nur wenige Stunden später, gegen 02:59 Uhr am 12. April 1945 Braunschweig kampflos an die US-Army übergab.